# Heinrich-von-Kleist-Schule Bochum
Die Heinrich-von-Kleist-Schule ist ein Gymnasium in Bochum, Regierungsbezirk Arnsberg, Nordrhein-Westfalen. An der Schule werden 850 Schüler von 50 Lehrern und 10 Referendaren unterrichtet. Das Heinrich-von-Kleist-Gymnasium ist das erste Ganztagsgymnasium in Bochum.

## Geschichte

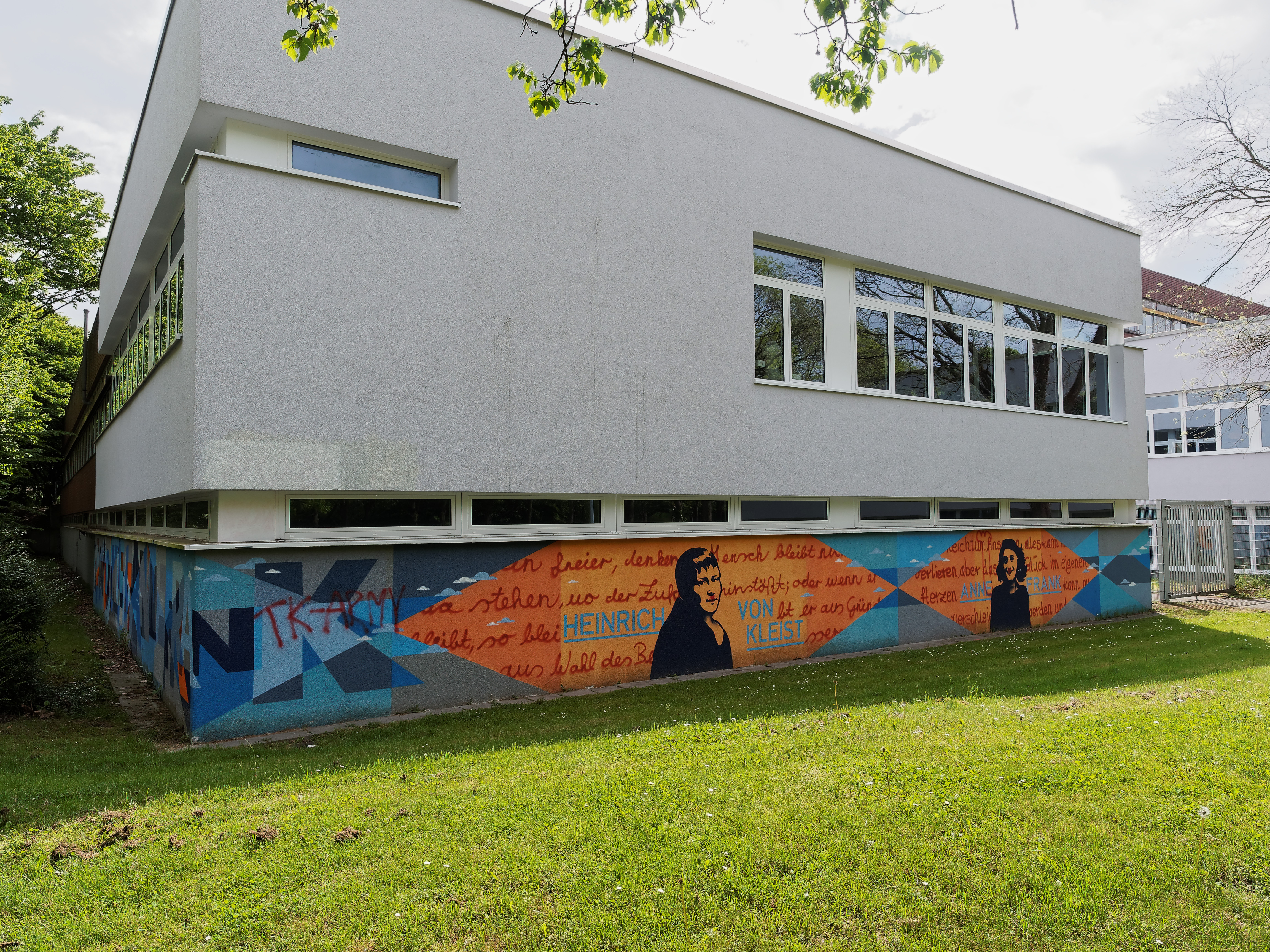
Nordseite des Gebäudes

Die Schule wurde am 22. Mai 1919 zunächst als Mittelschule in der damals selbstständigen Gemeinde Gerthe gegründet, die auf den Besuch der Realschule vorbereiten sollte. 1922 wurde der Ausbau zur Rektoratsschule genehmigt, 1926 der Ausbau zur Oberrealschule. Ab 1929 wurden auch Mädchen unterrichtet.
Ab 1933 wurde im nationalsozialistischen Sinne erzogen, was sich auch an der Wahl der Schulleiter zeigte. So wurde ab 1938 Heinrich Hüper Schulleiter, der bereits seit 1932 Ortsgruppenleiter der NSDAP in Gerthe war und einige Wochen vor Kriegsende nach Schleswig-Holstein flüchtete. 1943 wurde der Unterricht ganz eingestellt, die Schüler im Rahmen der Kinderlandverschickung nach Niederschlesien und Pommern geschickt.
Im Jahr 1946 konnte der Schulbetrieb mit zunächst 152 Schülern wiederaufgenommen werden. Schülerinnen wurden zur Freiherr-vom-Stein-Schule geschickt. 1950 wurde die Schule ein mathematisch-naturwissenschaftliches Gymnasium. 1970 wurde die Koedukation wieder eingeführt. Das neue Gebäude wurde 1977 bezogen. Im Gebäudekomplex befindet sich auch die Anne-Frank-Realschule. Ab 2020 wird das Gebäude abgerissen und neugebaut. 2025 soll es neu bezogen werden.

### Schulleiter
| Zeitraum  | Schulleiter/in       |
| --------- | -------------------- |
| 1919–1927 | Karl Abel            |
| 1927–1934 | Gustav Wefelscheid   |
| 1934–1938 | Wilhelm Rothe        |
| 1938–1945 | Heinrich Hüper       |
| 1948–1956 | Jacob Hansen         |
| 1956–1974 | Otto Gregory         |
| 1974–1987 | Rudolf Demmer        |
| 1987–2007 | Heinz-Dieter Fleskes |
| 2008–2010 | Oliver Bauer         |
| 2010–2013 | Werner Schulz        |
| 2013–2017 | Eckhard Buda         |
| seit 2017 | Michael Braß         |